# Séguin (groupe)
 (décembre 2021).
Si vous disposez d'ouvrages ou d'articles de référence ou si vous connaissez des sites web de qualité traitant du thème abordé ici, merci de compléter l'article en donnant les références utiles à sa vérifiabilité et en les liant à la section « Notes et références ».
Pour les articles homonymes, voir Seguin.
Séguin, parfois appelé Les Séguin, est un duo musical québécois actif entre 1971 et 1976.

## Histoire
D'abord membres du groupe Les Nochers à 14 ans, les jumeaux Richard et Marie-Claire Séguin se produisent ensuite sous le nom de Richard et Marie, puis ils fondent le groupe La Nouvelle Frontière dans leur quartier de l'est montréalais à Pointe-Aux-Trembles. Ce groupe est formé de Robert Letendre, guitare et chant, André Brault, guitare, basse et chant, Richard Séguin, guitare et chant, Normand Théroux, piano, orgue et chant, Marie-Claire Séguin, chant et Denis Chénier, batterie. Puis après avoir publié deux albums en 1970, La Nouvelle Frontière et L'Hymne aux quenouilles, le groupe se sépare en 1971, Richard et Marie-Claire forment alors un duo appelé Séguin. Ils sont influencés par le retour à la terre et le mouvement flower power. Ils abordent les sujets de l'écologie et du droit des minorités amérindiennes du Québec avec Sam Seguin. Sur leur premier album, ils reprennent une chanson de leur idole et mentor Félix Leclerc, Le Train du nord et une autre de Gilles Valiquette, Tout est mieux là-haut n'est-ce pas ? de son premier album Chansons pour un café.
Après la sortie de leur quatrième et dernier album Festin d'amour, le duo se sépare en 1976. Après la séparation, Richard publie un album avec Serge Fiori, l'ex-guitariste chanteur d'Harmonium, et plusieurs membres de ce groupe, Fiori-Séguin : Deux cents nuits à l'heure, avant d'entreprendre une carrière solo. Marie-Claire poursuivra dans la chanson et publie huit albums entre 1978 et 2008. Elle apparaît sur un album de Neil Chotem, Live Au El Casino paru en 1979, avec plusieurs membres d'Harmonium dont Serge Fiori.
Deux des quatre albums studio du duo n'ont pas encore été ré-édités en CD : En attendant et Festin d'amour, par contre, un album compilation est publié en 1998 dans la Collection Émergence en version double CD sur étiquette Sony. De plus, le coffret compilation de Richard Séguin paru en 2013 et intitulé Ma demeure contient plusieurs pièces du duo.

## Discographie

### La Nouvelle Frontière
- 1970 : La Nouvelle Frontière
- 1970 : L'Hymne Aux Quenouilles
- 1993 : La Nouvelle Frontière - Compilation. Disponible en CD.

### Séguin

#### Compilation
- 1998 : Collection Émergence : Les Séguin - Album Compilation Double CD

### Fiori/Séguin
- 1978 : Deux Cent Nuits à l'Heure - Avec Serge Fiori, Richard Séguin, Robert Stanley, Jeff Fisher, Neil Chotem, Monique Fauteux, Michel Dion, Denis Farmer.

### Collaborations
- 1972 : Chansons Pour Un Café de Gilles Valiquette - Richard et Marie-Claire, chœurs sur 3 chansons et Richard harmonica sur 1 autre.
- 1976 : Valiquette Est En Ville de Gilles Valiquette - Richard Séguin et Serge Fiori chœurs sur 3 chansons.
- 1978 : Vol De Nuit de Gilles Valiquette - Richard et Marie-Claire Séguin chœurs avec Serge Fiori, Estelle Ste-Croix, etc.
- 1979 : Live au El Casino de Neil Chotem - Avec Serge Fiori, Louis Valois, Monique Fauteux, Libert Subirana, Denis Farmer, Marie-Claire Séguin.